# Lex superior derogat inferiori
In diritto il brocardo "lex superior derogat inferiori" (latino: "la norma superiore deroga quella inferiore") esprime uno dei principi o criteri tradizionalmente utilizzati dagli ordinamenti giuridici per risolvere le antinomie normative: il criterio gerarchico.

## Descrizione
In base a questo criterio, in caso di antinomia tra due norme giuridiche prevale quella che è stata posta dalla fonte del diritto sovraordinata secondo la gerarchia delle fonti esistente nell'ordinamento. Sebbene la locuzione latina parli di "deroga", l'operare del criterio gerarchico non determina in realtà né la deroga né l'abrogazione della norma subordinata, ma la sua invalidità. Negli ordinamenti odierni la norma superiore è di solito posta da una legge (o atto avente forza di legge) oppure dalla costituzione: nel primo caso l'invalidità è detta illegittimità,  nel secondo caso illegittimità costituzionale o incostituzionalità.
L'antinomia con una norma superiore non è l'unica causa d'invalidità delle norme: questa può derivare anche dall'inosservanza delle norme formali (di competenza, procedura ecc.) che disciplinano l'emanazione dell'atto normativo. A fronte dell'invalidità della norma l'ordinamento può reagire in due modi:
- attribuendo a tutti i giudici il potere di non applicare la norma invalida, decidendo la causa come se tale norma non esistesse (tamquam non esset); si parla, in questo caso, di disapplicazione della norma, con efficacia limitata alle parti della causa (e ai loro eredi ed aventi causa);
- attribuendo ad uno specifico organo, di solito giudiziario, il potere di rimuovere la norma invalida dall'ordinamento giuridico; si parla, in questo caso, di annullamento della norma, con efficacia erga omnes.

L'ordinamento italiano adotta entrambe le soluzioni: un esempio della prima è la disapplicazione delle disposizioni di legge e di regolamento contrastanti con direttive europee; esempi della seconda sono l'annullamento, da parte della corte costituzionale, delle disposizioni di legge (e degli atti aventi forza di legge) in contrasto con la costituzione e l'annullamento, da parte del giudice amministrativo, delle disposizioni regolamentari contrastanti con la legge (o atti aventi forza di legge) oppure con la costituzione.
Al criterio gerarchico si può ricondurre anche il criterio della competenza, pure invocato per risolvere le antinomie normative. In base a questo criterio, in caso di antinomia tra due norme prevale quella posta dalla fonte del diritto alla quale è attribuita la riserva nel disciplinare la materia entro la quale ricade la fattispecie. Poiché la riserva deve essere necessariamente attribuita da una fonte gerarchicamente sovraordinata a quelle che, in conseguenza della riserva, vedono sottratta la materia dalla loro sfera di competenza, le norme di queste ultime che disciplinano tale materia si pongono in contrasto con la norma di rango superiore che ha previsto la riserva e, di conseguenza, sono invalide (in altri termini, il contrasto tra norma della fonte che gode della riserva e norma di altra fonte si risolve in contrasto tra quest'ultima e la norma superiore che ha stabilito la riserva). Si noti che l'invalidità di una norma posta da una fonte non competente, per aver disciplinato una materia riservata ad altra fonte, sussiste anche quando la norma stessa non è in antinomia con una norma posta dalla fonte competente, essendo la violazione della riserva sufficiente a determinare l'invalidità.   
Il criterio gerarchico prevale sia sul criterio di specialità, espresso dal brocardo "lex specialis derogat generali", sia su quello cronologico, espresso dal brocardo "lex posterior derogat priori". In caso di antinomia tra una norma inferiore anteriore e una norma superiore posteriore è quest'ultima a prevalere sia che si applichi il criterio gerarchico che quello cronologico; tuttavia, se si applica il primo, la norma precedente diventa invalida (cosiddetta invalidità sopravvenuta) e, ove l'ordinamento non consenta la disapplicazione ma solo l'annullamento della norma invalida, continuerà ad essere applicata fino a che non sarà annullata; viceversa, se si applica il criterio cronologico, la norma precedente si considera abrogata e non sarà più applicabile anche in assenza di annullamento.